# Dalmatinski zumbulčić
Dalmatinski zumbulčić (lat. Hyacinthella dalmatica), strogo zaštićena biljna vrsta iz porodice šparogovki. U Hrvatskoj se vodi kao endem iz Dalmacije, a po nekim podacima raste i u sjevernoj Albaniji.
To je rijetka biljka koja ima svijetle kobaltnoplave cvjetove koji su nagurani u kratki klas. Svaki pojedinačni cvijet u obliku je malog zvona, s rubovima latica koji se šire, otkrivajući tamnoplavo-crne prašnike.
Vrstu je kao Hyacinthus dalmaticus opisao Julius Leopold Edouard Ave-Lallemant 1846., pa Ivo Trinajstić 1985. kao Hyacinthella dalmatica, što po nekima nije priznato jer ju je prvi pod tim imenom opisao Pierre Chouard 1931.. WHO Plant List navodi je dvaput zasebno pod dva različita autorstva.
Dalmatinski zumbulčić je zabilježen i kao hrvatski (Nikolić, T., 2019.) i kao narodni naziv (Domac, 1994).